# Chorizagrotis variegata
Chorizagrotis variegata är en fjärilsart som beskrevs av Wagner 1913. Chorizagrotis variegata ingår i släktet Chorizagrotis och familjen nattflyn. Inga underarter finns listade i Catalogue of Life.